# Yuki Muto
Yuki Muto (武藤 雄樹, Kanagawa, 7 de Novembro de 1988) é um futebolista profissional japonês, meio campo, milita no Urawa Red Diamonds.

## Carreira
Yuki Muto começou a carreira no Vegalta Sendai.

## Títulos
Urawa Red Diamonds
- AFC Champions League: 2017
- Copa Suruga Bank: 2017